# Cerco de Abrantes
O cerco de Abrantes em 1179, foi um confronto militar da Reconquista entre forças portuguesas e almóadas. Os muçulmanos tentaram conquistar Abrantes, mas foram totalmente derrotados pelos defensores da cidade.
Em 1178, após um período de sucessos militares portugueses, o infante D. Sancho lançou uma grande ofensiva contra o Califado Almóada que ficou conhecida como o Fossado de Triana. O resultado foi uma vitória surpreendente das forças cristãs, que muito contribuiu para as tentativas do rei D. Afonso de obter o reconhecimento papal da independência portuguesa. No entanto, gerou também uma reacção rápida das forças almóadas.
No ano seguinte, o filho do califa almóada entrou com o seu exército em território português, atravessou o Alentejo e cercou a cidade de Abrantes. Os portugueses defenderam-se com coragem e defenderam o castelo da cidade, infligindo um grande número de baixas aos muçulmanos. Passados 4 dias de tentativas infrutíferas de conquista do castelo, o líder muçulmano foi forçado a retirar com as suas tropas devido à falta de mantimentos. A campanha não parece ter sido bem planeada.
Embora os portugueses tenham conseguido resistir a este ataque, os almóadas não desistiram e já no ano seguinte invadiram novamente Portugal e destruíram a cidade de Coruche. Em 1181, após o ataque anterior, as forças muçulmanas voltaram a invadir Portugal. Desta vez o alvo era a cidade de Évora, mas o ataque acabou por falhar.